# Eesti Ekspress
De Eesti Ekspress is een Estische krant die wekelijks verschijnt. De krant werd in september 1989 opgericht door Hans H. Luik. Eesti Ekspress was het eerste onafhankelijke nieuwsblad in Estland na het uiteenvallen van de Sovjet-Unie. Het blad is eigendom van de Ekspress Grupp, die ook de nieuwswebsite Delfi beheert en het dagblad Eesti Päevaleht uitgeeft.
De medewerkers van Eesti Ekspress bedrijven onderzoeksjournalistiek. Zo werd in 2013 door Dannar Leitmaa en Margus Järv in de krant onthuld dat Kristiina Ojuland stemmen zou hebben geronseld voor een verkiezing binnen de Eesti Reformierakond. Hun werk werd bekroond met de Bonnier-prijs voor onderzoeksjournalistiek. In 2012 raakte Eesti Ekspress in binnen- en buitenland in opspraak toen in het blad een foto van gevangenen in het concentratiekamp Buchenwald werd gebruikt voor een advertentie voor dieetpillen.